# پرواده
پَروادِه، روستایی است از توابع بخش دیهوک و در شهرستان طبس استان خراسان جنوبی ایران.
این روستا پیش از پیوستن شهرستان طبس به استان خراسان_جنوبی جزئی از استان خراسان به‌شمار می‌آمد.
معدن زغال سنگ پرواده از معدن‌های مهم تأمین مواد اولیه کارخانجات تولید فولاد اصفهان، بندرعباس و خراسان است.
برای پیوند دادن این معدن با کارخانه‌های نام‌برده یک مسیر انشعابی شامل ۱۴۰ کیلومتر در راه آهن مشهد-بافق ساخته شده‌است.
سون هدین (زادهٔ ۱۸۶۵)، جهانگرد سرشناس سوئدی، از پرواده نیز گذر کرد. وی که در آن زمان از پرواده به سوی کویر بهاباد راهی شد نوشت که در آن‌جا رد پای گورخر و غزال بسیار زیاد است.

## جمعیت
این روستا در دهستان دیهوک قرار داشته و بر اساس سرشماری سال ۱۳۹۵ جمعیت آن کمتر از ۳ خانوار است.
بوده‌است.